# 플라이트 (2012년 영화)
《플라이트》(Flight)는 로버트 저메키스가 감독을 맡은 2012년 개봉한 미국의 드라마 영화이다. 덴젤 워싱턴이 비행중 기체 결함을 겪은 여객기를 기적적으로 착륙시켜 대부분의 사람들을 구한 비행기 기장인 윌리엄 "휩" 휘터커 시니어 역인 주연을 맡았다. 사고 직후 그는 영웅이 되었으나, 곧 사건 조사는 다른 측면에서 기장에게 의문을 놓이게 한다.
《플라이트》는 2000년에 개봉한 《왓 라이즈 비니스》와 《캐스트 어웨이》 이후 첫 실사화 영화이자, 1980년에 개봉한 《중고차 소동》 이후 첫 R 등급 영화이다. 월드 와이드 수익 1억 6,180만 달러을 거두며 상업적 성공을 거뒀고, 대부분 호의적인 평가를 받았다. 제85회 아카데미 시상식에서 남우주연상 (덴젤 워싱턴)과 각본상 (존 거틴즈) 두개 부문에 후보에 오르기도 했다.

## 줄거리
알코올 중독자인 베테랑 항공기 조종사 휩 휘태커는 숙취에도 불구하고 코카인을 흡입하며 간신히 정신을 차리고, 심한 난기류를 겪으며 이륙하는 항공편에 탑승한다. 같은 시각, 마약 중독자인 니콜은 헤로인을 과다 복용해 위기에 처한다. 비행 중 휩은 술을 몰래 마시고 잠이 들지만, 비행기가 급강하하며 기체가 제어 불능 상태에 빠지자 깨어나 기지를 발휘해 기체를 거꾸로 뒤집고 가까스로 열린 공간에 비상 착륙한다. 이 사고로 탑승객 대부분이 생존하지만, 휩은 머리를 다쳐 정신을 잃는다.
병원에서 깨어난 휩은 자신이 영웅으로 칭송받는 동시에, 사고 당시 음주 상태였다는 사실이 밝혀지며 위기에 처한다. 항공사 노조 대표인 친구 찰리는 휩을 돕지만, 휩은 계속해서 술과 마약에 의존하려 하고, 마약 중독에서 벗어나려고 노력하는 니콜과 가까워지지만, 술 때문에 갈등을 겪는다.
사고 조사 과정에서 휩은 사고 원인이 기체 결함이었음을 알게 되지만, 자신의 음주 사실을 숨기려 한다. 그러던 중 사고 당일, 자신의 음주 사실을 알고 있던 동료 승무원이 사망했다는 사실에 죄책감을 느끼고, 휩은 결국 진실을 밝히기로 결심한다. NTSB 청문회에서 휩은 사고 당시 만취 상태였으며, 현재도 술에 취해있다고 고백한다. 오랜 시간 외면했던 자신의 알코올 중독을 인정하고 진실을 말함으로써 그는 비로소 자기 자신과 마주한다.
13개월 후, 수감된 휩은 수감자들에게 강연을 한다. 그는 자신의 잘못을 인정하고, 술을 끊고 삶을 회복하기 위해 노력한다. 과거의 잘못을 뉘우치고 미래를 향해 나아가며, 니콜과 아들과의 관계를 개선하기 위해 노력한다.

## 캐스팅
- 덴젤 워싱턴 - 윌리엄 "휩" 휘터커 시니어
- 돈 치들 - 휴 랭
- 켈리 라일리 - 니콜 메건
- 브루스 그린우드 - 찰리 앤더슨
- 존 굿맨 - 할링 메이스
- 멀리사 리오 - 엘런 블
- 타마라 터니 - 마거릿 토마슨
- 네이딘 벨라스케스 - 카테리나 마르케스 (트리나)
- 브라이언 게러티 - 켄 에번스
- 피터 게러티 - 애빙턴 카
- 가르셀 보베 - 디나 콜먼
- 저스틴 마틴 (Justin Martin) - 윌 휘터커 주니어
- 제임스 배지 데일 - 암 투병 환자
- 피어스 모건 (카메오 출연)